# Sowjetarmee-Pokal 1958
Der Sowjetarmee-Pokal 1958 war die 18. Austragung des Pokalwettbewerbs im Fußball in Bulgarien. Pokalsieger wurde DFS Spartak Plowdiw. Das Team setzte sich im Finale gegen Minjor Dimitrowo durch.

## Modus
In allen Runden wurde der Sieger in einem Spiel ermittelt. Stand es nach der regulären Spielzeit von 90 Minuten unentschieden, kam es zur Verlängerung von zweimal 15 Minuten. Falls danach immer noch kein Sieger feststand, wurde das Spiel wiederholt.

## Teilnehmer
| - Angel Kantschew Trjawna - Arda Kardschali - DFS Beroe Stara Sagora - Botew Blagoewgrad - ASK Botew Plowdiw - Botew Warna - DFS Christo Karpatschew Lowetsch - FD Dunaw Russe - ATS Kolarowgrad | - FD Lewski Sofia - FK Lewski Lom - DFS Lokomotive Plowdiw - FD Lokomotive Sofia - Ludogorez Rasgrad - DFS Marek Stanke Dimitrow - Minjor Dimitrowo - Nikolaj Laskow Pomorie | - Rodni Krile Sofia - Rosowa Dolina Kasanlak - FD Slawia Sofia - DFS Spartak Plewen - DFS Spartak Plowdiw - Spartak Warna - SD Tscherno More Warna - ZDNA Sofia |

## 1. Runde
|                           | Ergebnis  |                                  |
| ------------------------- | --------- | -------------------------------- |
| Minjor Dimitrowo          | 3:1       | Ludogorez Rasgrad                |
| FD Slawia Sofia           | 4:2       | FD Dunaw Russe                   |
| DFS Spartak Plowdiw       | 4:1       | ATS Kolarowgrad                  |
| Spartak Warna             | 2:1       | DFS Christo Karpatschew Lowetsch |
| ASK Botew Plowdiw         | 3:3 n. V. | Rosowa Dolina Kasanlak           |
| DFS Marek Stanke Dimitrow | 2:1       | DFS Beroe Stara Sagora           |
| Botew Blagoewgrad         | 1:0       | DFS Lokomotive Plowdiw           |
| Botew Warna               | 6:3       | FK Lewski Lom                    |
| SD Tscherno More Warna    | 4:1       | Arda Kardschali                  |

### Wiederholungsspiel
|                   | Ergebnis |                        |
| ----------------- | -------- | ---------------------- |
| ASK Botew Plowdiw | 1:0      | Rosowa Dolina Kasanlak |

## Achtelfinale
|                        | Ergebnis |                           |
| ---------------------- | -------- | ------------------------- |
| ZDNA Sofia             | 5:1      | Angel Kantschew Trjawna   |
| FD Slawia Sofia        | 3:1      | ASK Botew Plowdiw         |
| DFS Spartak Plowdiw    | 2:1      | FD Lokomotive Sofia       |
| SD Tscherno More Warna | 5:1      | DFS Spartak Plewen        |
| Spartak Warna          | 1 3:0 1  | Botew Blagoewgrad         |
| Minjor Dimitrowo       | 10:00    | Rodni Krile Sofia         |
| Botew Warna            | 1 3:0 1  | Nikolaj Laskow Pomorie    |
| FD Lewski Sofia        | 6:2      | DFS Marek Stanke Dimitrow |

## Viertelfinale
|                  | Ergebnis |                        |
| ---------------- | -------- | ---------------------- |
| ZDNA Sofia       | 2:1      | Spartak Warna          |
| FD Slawia Sofia  | 1:4      | DFS Spartak Plowdiw    |
| Minjor Dimitrowo | 2:1      | SD Tscherno More Warna |
| FD Lewski Sofia  | 3:0      | Botew Warna            |

## Halbfinale
|                     | Ergebnis |                 |
| ------------------- | -------- | --------------- |
| Minjor Dimitrowo    | 2:1      | FD Lewski Sofia |
| DFS Spartak Plowdiw | 1:0      | ZDNA Sofia      |

## Finale
| Paarung             | DFS Spartak Plowdiw – Minjor Dimitrowo |
| Ergebnis            | 1:0 (0:0) |
| Datum               | 7. November 1958 |
| Stadion             | Wassil-Lewski-Stadion, Sofia |
| Zuschauer           | 20.000 |
| Schiedsrichter      | Georgi Christo |
| Tore                | 1:0 Michail Duschew (60.) |
| DFS Spartak Plowdiw | Wassil Stojnow – Iwan Iwanow , Atanas Manolow, Geworgi Botew, Georgi Statew – Boschidar Mitkow, Todor Diew, Zonjo Stojnow – Michail Duschew, Dimitar Wassilew, Iwan Barbow Cheftrainer: Georgi Schterew                     |
| Minjor Dimitrowo    | Pantalei Widenow – Todor Jewstatiew, Michail Wassilew, Rumen Natschew – Bogomil Puschew, Roman Dragomirow, Wassil Romanow, Dojtscho Batschew – Pawel Wladimirow, Kiril Aleksandrow, Oleg Pawlow Cheftrainer: Jewgeni Petrow |